# II-51
Die II-51 (bulgarisch Републикански път ІІ-51 Republikanski pat II-51, „Republikstraße II-51“) ist eine Hauptstraße (zweiter Ordnung) in Bulgarien.

## Verlauf
Die Straße zweigt von der Straße I-5 am Nordrand von Bjala (bulgarisch Бяла) in einem Kreisverkehr nach Südosten ab und führt durch Bjala und durch die östliche Donautiefebene über Kopriwez (Копривец) in das Tal des Baniski Lom. Von dort führt sie über Lom Tscherkowna zur Stadt Popowo (bulgarisch Попово), die im Süden umgangen wird, und weiter, weitgehend der Bahnstrecke folgend, nach Dralfa (Дралфа). Hier verlässt sie die Bahn und führt über die Einmündung der Straße II-74 in nordöstlicher Richtung über Tschudomir und die Kreuzung mit der Straße II-49 nach Losniza (bulgarisch Лозница). Von dort setzt sie sich nach Ostnordost fort, geht nördlich an Mirowez (Мировец) und südlich an Presjak (Пресяк) vorbei und erreicht rund 2 km weiter östlich die Fernstraße I-2 westlich von Swegor (bulgarisch Звегор), an der sie endet.